# Administrateur de la NASA
L'administrateur de la National Aeronautics and Space Administration est la plus haute fonction d'un fonctionnaire de la National Aeronautics and Space Administration (NASA), l'agence spatiale des États-Unis. L'administrateur sert de haut conseiller en sciences de l'espace auprès du président des États-Unis. Selon la NASA, le rôle de l'administrateur est de « diriger l'équipe de la NASA et de gérer ses ressources pour faire progresser la Vision pour l'exploration spatiale ».

## Titulaire actuel
Le 20 janvier 2025, Janet Petro remplace Bill Nelson pour assurer l'intérim, dans l'attente de la confirmation par le Sénat du futur administrateur. Le 9 juillet 2025, le secrétaire aux Transports Sean Duffy assure à son tour l'intérim.

## Historique
T. Keith Glennan fut le premier administrateur de la NASA ; pendant son mandat, il a notamment permis de rassembler différents projets disparates de la recherche sur le développement spatial aux États-Unis. Daniel Goldin est l'administrateur qui a occupé son poste le plus longtemps (un peu plus de 9 ans et demi), et est surtout connu pour être le premier à avoir adopté l'approche du « faster, better, cheaper » en matière de programmes spatiaux. La seule personne à occuper le poste deux fois est James C. Fletcher, qui après l'avoir quitté en 1977 est retourné à la NASA en 1986 à la suite de la catastrophe de Challenger.
Le précédent administrateur de la NASA était Charles Bolden. Il a été nommé par le président Barack Obama le 23 mai 2009. Il annonce sa démission le 12 janvier 2017 et quitte ses fonctions le 20 janvier. Le 1er septembre 2017, la Maison-Blanche annonce l'intention du président Trump de nommer administrateur de la NASA Jim Bridenstine. Celui-ci est confirmé par le Sénat le 19 avril 2018.

## Caractéristiques du poste
L'administrateur de la NASA a la possibilité de voler sur le jet d'affaires de la NASA, NASA One (maintenant partagé avec la Federal Aviation Administration (FAA)) et reçoit un salaire de 1,5 million de dollars. Le plus long mandat par intérim en tant qu'administrateur adjoint est détenu par John R. Dailey (en), qui a occupé le poste à la suite de son départ du United States Marine Corps. L'administrateur adjoint qui a exercé le plus long mandat est Hugh Latimer Dryden, qui fut par ailleurs le premier administrateur adjoint. William R. Graham a occupé le poste d'administrateur adjoint à deux reprises et a été entre ses deux mandats administrateur par intérim, comme le fit Frederick D. Gregory. Daniel Mulville a occupé le poste d'administrateur adjoint par intérim à deux reprises, et a été entre les deux administrateur par intérim.

## Liste des administrateurs de la NASA
| Photographies           | Nom                                                      | Début de mandat   | Fin du mandat     | Durée du mandat | ayant voyagé dans l'espace                        | Réf(s) |
| ----------------------- | -------------------------------------------------------- | ----------------- | ----------------- | --------------- | ------------------------------------------------- | ------ |
| T. Keith Glennan        | Dr T. Keith Glennan                                      | 19 août 1958      | 20 janvier 1961   | 885 jours       | Non                                               | [ 11 ] |
| Hugh L. Dryden          | Dr Hugh L. Dryden (intérim)                              | 21 janvier 1961   | 14 février 1961   | 24 jours        | Non                                               | [ 11 ] |
| James E. Webb           | James E. Webb                                            | 14 février 1961   | 7 octobre 1968    | 2792 jours      | Non                                               | [ 11 ] |
| Thomas O. Paine         | Dr Thomas O. Paine (intérim)                             | 8 octobre 1968    | 21 mars 1969      | 164 jours       | Non                                               | [ 11 ] |
| Thomas O. Paine         | Dr Thomas O. Paine                                       | 21 mars 1969      | 15 septembre 1970 | 543 jours       | Non                                               | [ 11 ] |
| George M. Low           | Dr George M. Low (intérim)                               | 16 septembre 1970 | 26 avril 1971     | 222 jours       | Non                                               | [ 11 ] |
| James C. Fletcher       | Dr James C. Fletcher                                     | 27 avril 1971     | 1er mai 1977      | 2196 jours      | Non                                               | [ 11 ] |
| Alan M. Lovelace        | Dr Alan M. Lovelace (intérim)                            | 2 mai 1977        | 20 juin 1977      | 49 jours        | Non                                               | [ 11 ] |
| Robert A. Frosch        | Dr Robert A. Frosch                                      | 21 juin 1977      | 20 janvier 1981   | 1309 jours      | Non                                               | [ 11 ] |
| Alan M. Lovelace        | Dr Alan M. Lovelace (intérim)                            | 21 janvier 1981   | 10 juillet 1981   | 170 jours       | Non                                               | [ 11 ] |
| James M. Beggs          | James M. Beggs                                           | 10 juillet 1981   | 4 décembre 1985   | 1608 jours      | Non                                               | [ 11 ] |
| William R. Graham       | Dr William R. Graham (intérim)                           | 4 décembre 1985   | 11 mai 1986       | 158 jours       | Non                                               | [ 11 ] |
| James C. Fletcher       | Dr James C. Fletcher                                     | 12 mai 1986       | 8 avril 1989      | 1062 jours      | Non                                               | [ 11 ] |
| Dale D. Myers           | Dale D. Myers (intérim)                                  | 8 avril 1989      | 13 mai 1989       | 35 jours        | Non                                               | [ 11 ] |
| Richard H. Truly        | Vice-amiral (Ret.) Richard H. Truly (intérim)            | 14 mai 1989       | 30 juin 1989      | 47 jours        | Oui 8 j 7 h 21 min ALT STS-2 STS-8                | [ 11 ] |
| Richard H. Truly        | Vice-amiral (Ret.) Richard H. Truly                      | 1er juillet 1989  | 31 mars 1992      | 1004 jours      | Oui 8 j 7 h 21 min ALT STS-2 STS-8                | [ 11 ] |
| Daniel S. Goldin        | Daniel S. Goldin                                         | 1er avril 1992    | 17 novembre 2001  | 3517 jours      | Non                                               | [ 11 ] |
| Daniel R. Mulville      | Dr Daniel R. Mulville (intérim)                          | 19 novembre 2001  | 21 décembre 2001  | 32 jours        | Non                                               | [ 11 ] |
| Sean O'Keefe            | Sean O'Keefe                                             | 21 décembre 2001  | 11 février 2005   | 1148 jours      | Non                                               | [ 11 ] |
| Frederick D. Gregory    | Col (Ret.) Frederick D. Gregory (intérim)                | 11 février 2005   | 14 avril 2005     | 62 jours        | Oui 18 j 23 h 6 min STS-51-B STS-33 STS-44        | [ 11 ] |
| Michael Griffin         | Dr Michael Griffin                                       | 14 avril 2005     | 20 janvier 2009   | 1377 jours      | Non                                               | ,      |
| Christopher Scolese     | Christopher Scolese (intérim)                            | 21 janvier 2009   | 16 juillet 2009   | 176 jours       | Non                                               | [ 11 ] |
| Charles F. Bolden, Jr.  | Maj. Gen. Charles F. Bolden, Jr.                         | 17 juillet 2009   | 20 janvier 2017   | 2744 jours      | Oui 28 j 8 h 38 min STS-61-C STS-31 STS-45 STS-60 | ,      |
| Robert M. Lightfoot Jr. | Robert M. Lightfoot, Jr. (intérim)                       | 20 janvier 2017   | 23 avril 2018     | 458 jours       | Non                                               | [ 13 ] |
| Jim Bridenstine         | Jim Bridenstine (Confirmé par le Sénat le 19 avril 2018) | 23 avril 2018     | 20 janvier 2021   | 1 003 jours     | Non                                               | [ 5 ]  |
| Steve Jurczyk           | Steve Jurczyk (intérim)                                  | 20 janvier 2021   | 3 mai 2021        | 103 jours       | Non                                               |        |
| Bill Nelson             | Bill Nelson                                              | 3 mai 2021        | 20 janvier 2025   | 1 358 jours     | Oui 6 j 2 h 3 min Columbia (61-C)                 |        |
| Janet Petro             | Janet Petro (intérim)                                    | 20 janvier 2025   | 9 juillet 2025    | 170 jours       | Non                                               |        |
| Sean Duffy              | Sean Duffy (intérim)                                     | 9 juillet 2025    | en cours          | 34 jours        | Non                                               |        |

## Administrateurs adjoints
| Photographies            | Nom                           | Début de mandat   | Fin de mandat     | Durée de mandat | Ref(s) |
| ------------------------ | ----------------------------- | ----------------- | ----------------- | --------------- | ------ |
| Hugh L. Dryden           | Dr Hugh L. Dryden             | 19 août 1958      | 2 décembre 1965   | 2662 jours      | [ 11 ] |
| Robert C. Seamans (Left) | Dr Robert C. Seamans, Jr.     | 21 décembre 1965  | 5 janvier 1968    | 745 jours       | [ 11 ] |
| Thomas O. Paine          | Dr Thomas O. Paine            | 25 mars 1968      | 20 mars 1969      | 360 jours       | [ 11 ] |
| George M. Low            | Dr George M. Low              | 3 décembre 1969   | 5 juin 1976       | 2376 jours      | [ 11 ] |
| Alan M. Lovelace         | Dr Alan M. Lovelace           | 2 juillet 1976    | 10 juillet 1981   | 1834 jours      | [ 11 ] |
| Hans Mark                | Dr Hans Mark (en)             | 10 juillet 1981   | 1 september 1984  | 1149 jours      | [ 11 ] |
| William R. Graham        | Dr William R. Graham          | 25 novembre 1985  | 4 décembre 1985   | 9 jours         | [ 11 ] |
| William R. Graham        | Dr William R. Graham          | 11 mai 1986       | 1er octobre 1986  | 143 jours       | [ 11 ] |
| Dale D. Myers            | Dale D. Myers                 | 6 octobre 1986    | 13 mai 1989       | 950 jours       | [ 11 ] |
| James R. Thompson        | James R. Thompson Jr.         | 6 juillet 1989    | 8 novembre 1991   | 885 jours       | [ 11 ] |
| Aaron Cohen              | Aaron Cohen (en) (intérim)    | 19 février 1992   | 1er novembre 1992 | 256 jours       | [ 11 ] |
| John R. Dailey           | John R. Dailey (en) (intérim) | 3 novembre 1992   | 31 décembre 1999  | 3173 jours      | [ 11 ] |
| Daniel Mulville          | Dr Daniel Mulville (intérim)  | 1er janvier 2000  | 19 novembre 2001  | 688 jours       | [ 11 ] |
| Daniel Mulville          | Dr Daniel Mulville (intérim)  | 21 décembre 2001  | 11 août 2002      | 233 jours       | [ 11 ] |
| Frederick D. Gregory     | Frederick D. Gregory          | 12 août 2002      | 20 février 2005   | 923 jours       | [ 11 ] |
| Frederick D. Gregory     | Frederick D. Gregory          | 14 avril 2005     | 4 novembre 2005   | 204 jours       | [ 11 ] |
| Shana Dale               | Shana Dale                    | 4 novembre 2005   | 17 janvier 2009   | 1171 jours      | [ 11 ] |
| Lori Garver              | Lori Garver                   | 17 juillet 2009   | 20 janvier 2017   | 2744 jours      | [ 13 ] |
| Lori Garver              | Lesa Roe (intérim)            | 20 janvier 2017   | 11 septembre 2017 | ?               | [ 11 ] |
|                          | Krista Paquin (intérim)       | 11 septembre 2017 | mai 2018          | ?               |        |
| James Morhard            | James Morhard                 | 17 octobre 2018   | 20 janvier 2021   | -               | [ 14 ] |
| Pamela Melroy            | Pamela Melroy                 | 21 juin 2021      | 20 janvier 2025   | -               |        |